# Inside (1996)
Inside is een Amerikaanse dramafilm uit 1996 onder regie van Arthur Penn.

## Verhaal
Wanneer de blanke Zuid-Afrikaanse hoogleraar Martin Strydom een concert van Amnesty International bijwoont, belandt hij in de gevangenis. Hij wordt beschuldigd van samenzwering tegen de regering. Een kolonel gebruikt marteltechnieken om de professor tot bekentenissen te dwingen. Na de val van het apartheidsregime komt er een nieuw onderzoek. Dit keer wordt de kolonel ondervraagd door een zwarte advocaat.

## Rolverdeling
| Acteur            | Personage             |
| ----------------- | --------------------- |
| Nigel Hawthorne   | Kolonel               |
| Eric Stoltz       | Marty                 |
| Louis Gossett jr. | Ondervrager           |
| Ian Roberts       | Moolman               |
| Louis van Niekerk | P. Martin Strydom sr. |
| Janine Eser       | Christie Malcolm      |
| Jerry Mofokeng    | Mzwaki                |
| Patrick Shai      | Bhambo                |
| Ross Preller      | Potgieter             |
| Joshua Lindberg   | Koos                  |
| Desmond Dube      | Scabenga              |
| Duma Tsepane      | Gevangene             |
| Gary Coppin       | Politieagent          |
| Themba Ndaba      | Bakwana               |
| Mandy Gulwa       | Vrouw van Mzwaki      |